# Xuân Thọ, Triệu Sơn
Xuân Thọ là một xã thuộc huyện Triệu Sơn, tỉnh Thanh Hóa, Việt Nam.
Xã Xuân Thọ có diện tích 5,68 km², dân số năm 1999 là 4223 người, mật độ dân số đạt 743 người/km². Xã Xuân Thọ nằm cách Trung tâm Thành phố Thanh Hóa khoảng 27 km về phía Đông, cách sân bay Sao Vàng huyện Thọ Xuân khoảng 8 km về phía Tây Bắc. Các xã tiếp giáp với Xuân Thọ gồm: Thọ Cường, Thọ Tiến, Hợp Lý, Thọ Tân, Thọ Dân và Thọ Ngọc.